# Революция в Хиве
Революция в Хиве — события 1917—1924 года в Хивинском ханстве (затем в ХНСР и ХССР), приведшие к ликвидации ханства в Хиве, установлению Хорезмской народной советской республики (при поддержке Красной Армии), и последующему вхождению республики в состав СССР путём национального размежевания и образования Узбекской ССР и Туркменской ССР в 1924 году.

## Хивинское ханство в 1917—1920 годах

### Хивинское ханство иВременное правительство России. Хива и Октябрьская революция (1917)
С 1910 по 1918 год ханством правил Асфандияр-хан. Попытка либеральных реформ после Февральской революции 1917 года, отречения Николая II и прихода к власти в России Временного правительства не удалась, в частности из-за консервативных взглядов Асфандияр-хана, который стал препятствовать этим реформам. В ханстве стали вызревать недовольство, особенно усилившееся после Октябрьской революции в России и издание большевиками прогрессивных декретов (Декрет о земле), о которых узнали и в Хиве. Независимость Хивинского ханства признало и Временное правительство, а после Октябрьской революции и его ликвидации — РСФСР.

### Переворот в Хиве (1918)
Недовольство политикой Асфандияр-хана к 1918 году сильно возросло и весной 1918 года предводитель туркмен-йомудов, Джунаид-хан, организовав военный переворот, сверг Асфандияр-хана и, почти без сопротивления, захватил власть в Хиве. Ханом стал родственник Асфандияр-хана, Саид Абдулла-хан (1918—1920).

### Хивинское ханствов 1918—1920 годах. Хорезмская компартия
Фактическая диктатура Джунаид-хана и его агрессивная внешняя политика привели страну к страшным военным поражениям (Осада Петро-Александровска (1918)), что ещё больше усилило инакомыслие в ханстве и эмиграцию из него. В 1918 году за пределами Хивы была создана Хорезмская коммунистическая партия. Она была малочисленной (к ноябрю 1919 года насчитывала около 600 человек), но именно она впоследствии (правда, с помощью РСФСР) станет силой, свергшеей монархию в Хиве.
одним из активистов движения младохивинцев был Бобоохун Салимов.

## Хивинское государство в 1920—1924 годах

### Ликвидация Хивинского ханства и установлениеХорезмской Народной Советской Республики(1920). ХНСР иРСФСР
Внутренние противоречия в Хивинском ханстве усиливались и в ноябре 1919 года в Хивинском ханстве началось восстание под руководством коммунистов. Однако сил восставших оказалось недостаточно для победы над правительственными войсками. На помощь восставшим были направлены войска Красной Армии из России. К началу февраля 1920 года армия Джунаид-хана была полностью разгромлена. 2 февраля Саид Абдулла-хан отрёкся от престола, а 26 апреля 1920 года была провозглашена Хорезмская Народная Советская Республика в составе РСФСР.

### Хорезмская Советская Социалистическая Республикаи РСФСР. Ликвидация хивинского государства (1924)
4-й Всехорезмский съезд Советов (17—20 октября 1923) принял новую конституцию Хорезмской Народной Советской Республики в связи с чем изменилось и название государства. 5-й Всехорезмский съезд Советов (29 сентября — 2 октября 1924) объявил о самоликвидации ХССР. 27 октября 1924 в результате национально-государственного размежевания Средней Азии ХССР была ликвидирована и её территория вошла в Узбекскую ССР и Туркменскую ССР.

## Итоги революции в Хиве
В результате революции в Хиве была свергнута монархия (1920 год), была провозглашена республика, впоследствии вошедшая в состав СССР (в состав образованных в 1924 году Узбекской и Туркменской ССР)